# Perithous albicinctus
Perithous albicinctus là một loài tò vò trong họ Ichneumonidae.